# Skarpö
Skarpö est une île située dans le comté de Stockholm, en Suède.

## Autres informations
Elle est reliée par un pont à l'île voisine Rindö, puis au continent par un réseau de routes insulaires passant par des bacs.

## Galerie de photographies

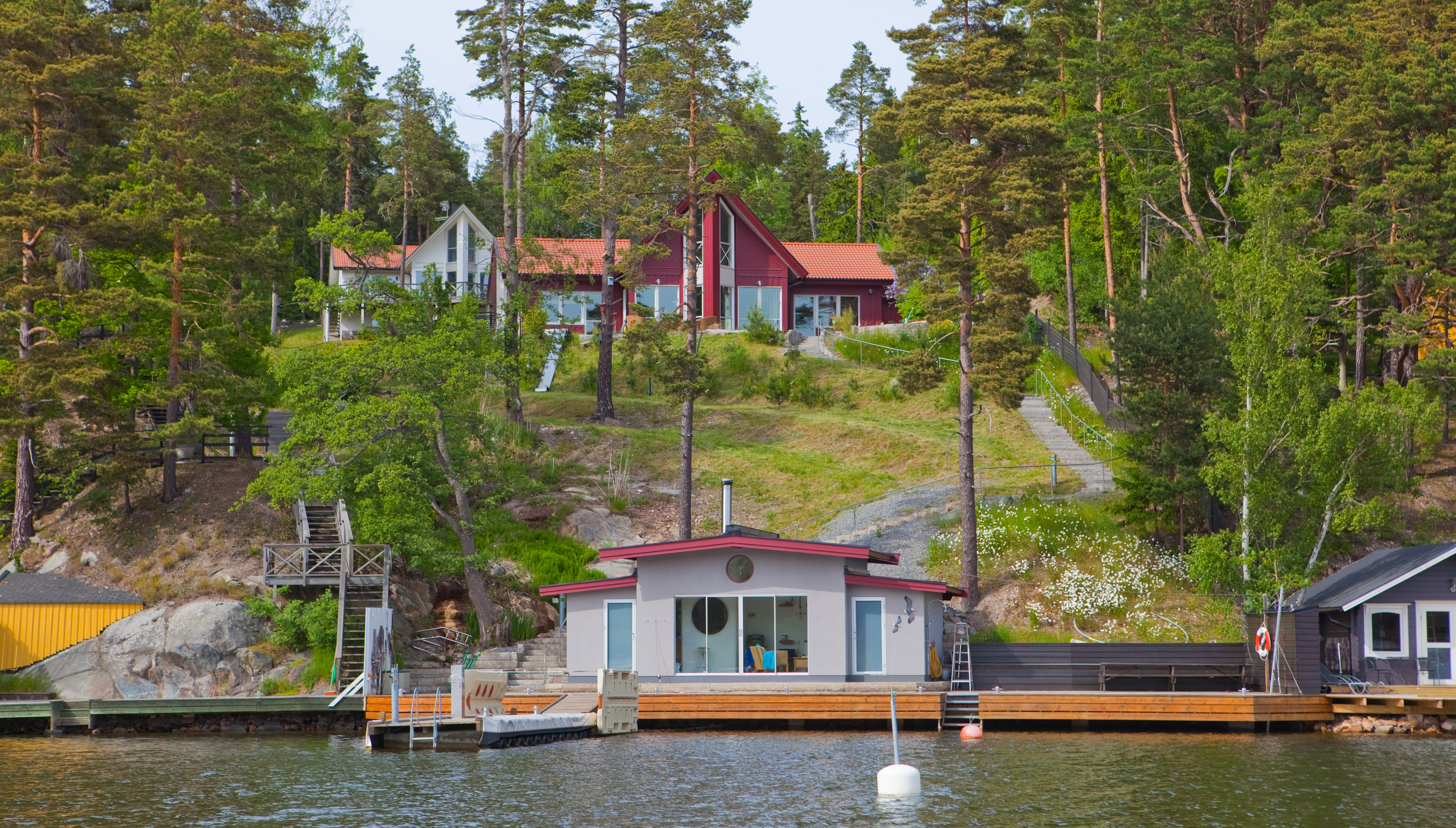
Maisons cathédrales et maisons flottante.
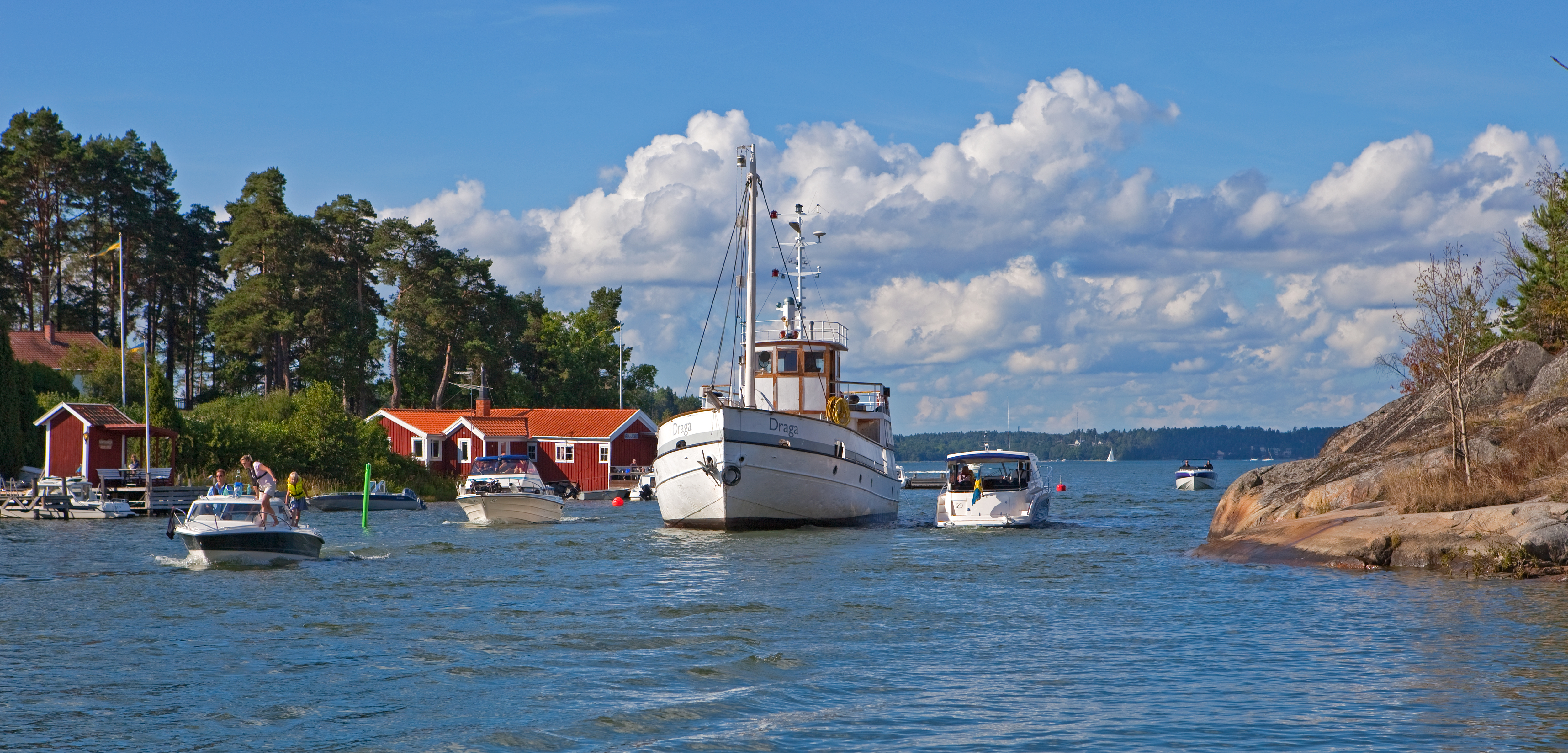
Le MV Draga, construit en 1917, traverse le Stegesundet tout droit au nord de Vaxholm, dans l'archipel de Stockholm. L'île de Stegesund-Hästholmen se trouve à gauche et Skarpö à droite.
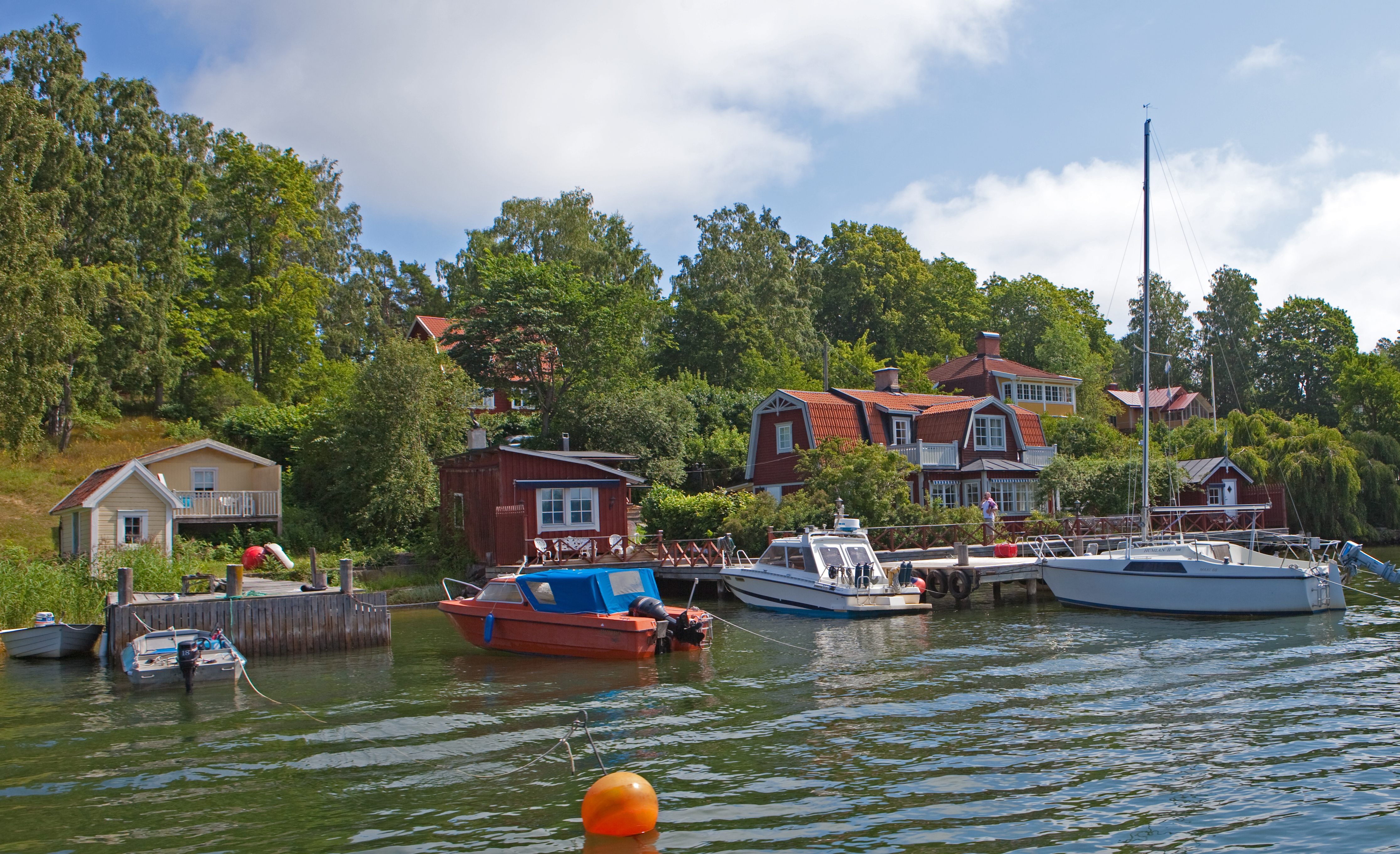
Bord de mer typique de Skarpö.
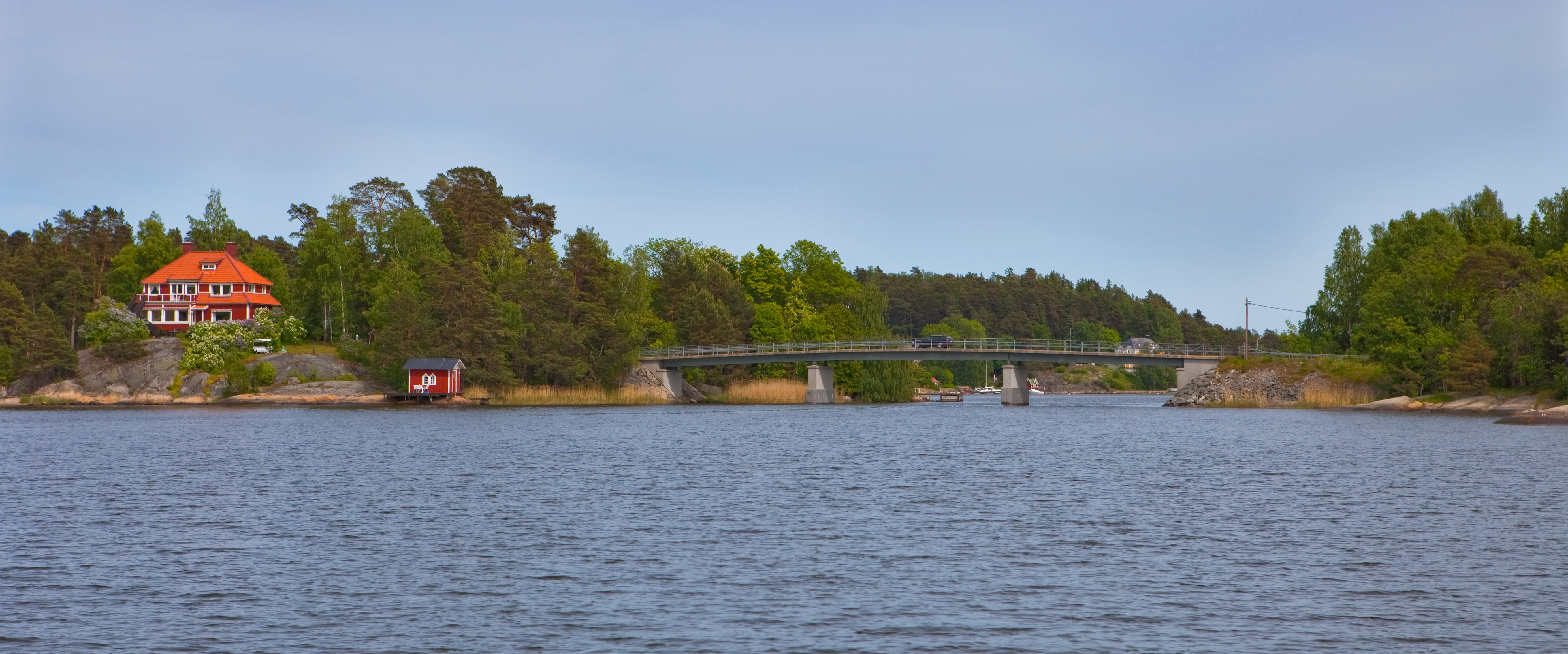
Pont entre Rindö (à gauche) et Skarpö (à droite).
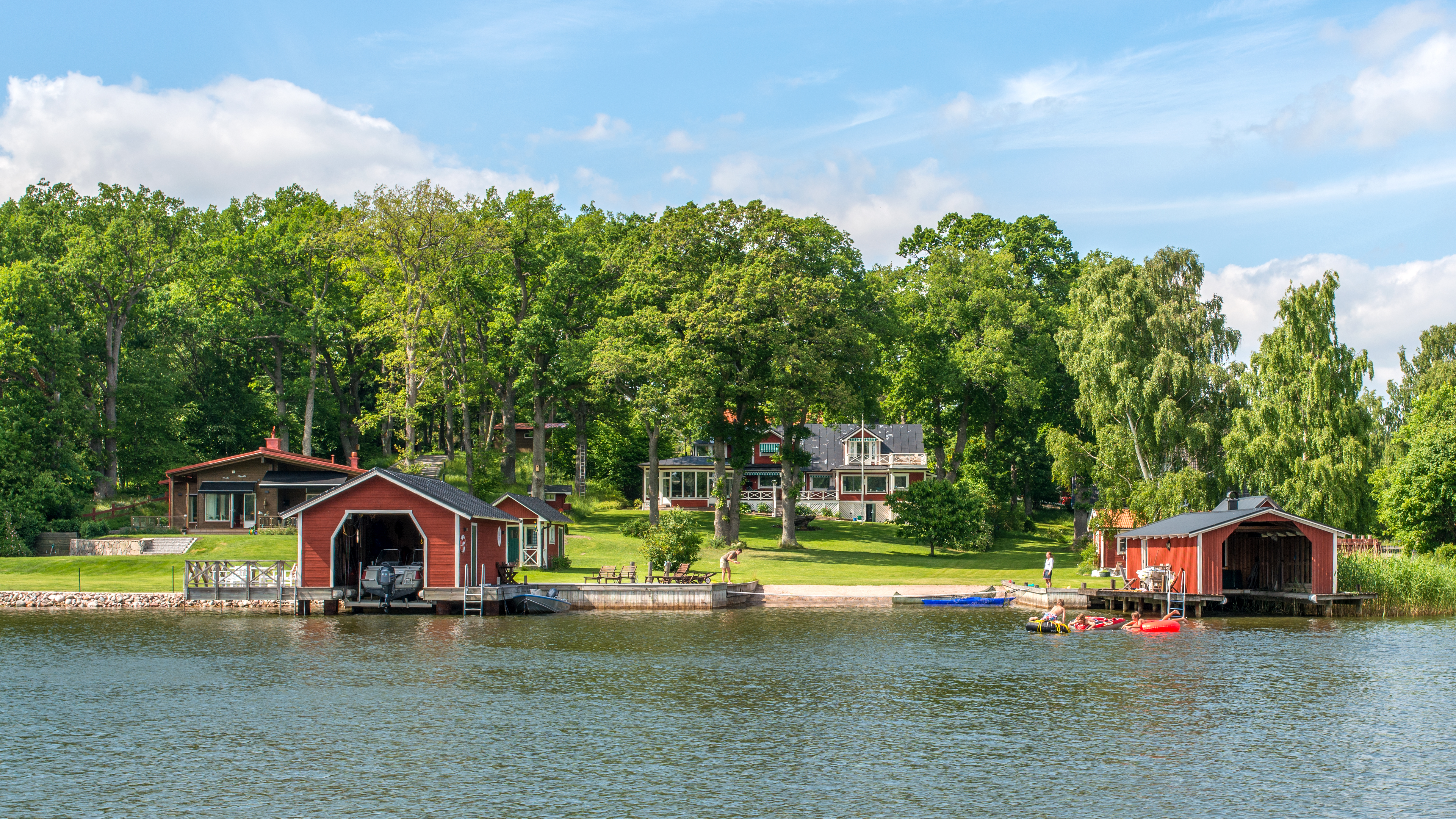
Côte de Resarö, Skarpö, juin 2013.